# 2015 BTS LIVE TRILOGY: EPISODE II. THE RED BULLET
"2015 BTS LIVE TRILOGY: EPISODE II. THE RED BULLET"는 한국의 음악 그룹 방탄소년단의 첫 번째 단독 콘서트로, 총 12회에 걸친 공연을 펼쳤다.

## 투어 일정
| 날짜            | 도시         | 국가           | 장소                       |
| 아시아          | 아시아       | 아시아         | 아시아                     |
| --------------- | ------------ | -------------- | -------------------------- |
| 2015년 6월 6일  | 쿠알라룸푸르 | 말레이시아     | 메가스타 아레나            |
| 2015년 7월 10일 | 시드니       | 오스트레일리아 | 라운드 하우스              |
| 2015년 7월 12일 | 멜버른       | 오스트레일리아 | 플레너리 1                 |
| 북아메리카      |              |                |                            |
| 2015년 7월 16일 | 뉴욕         | 미국           | 베스트 바이 극장           |
| 2015년 7월 18일 | 댈러스       | 미국           | 버라이즌 씨어터            |
| 2015년 7월 24일 | 시카고       | 미국           | 로즈몬트 씨어터            |
| 2015년 7월 26일 | 로스앤젤레스 | 미국           | 노키아 극장                |
| 2015년 7월 29일 | 멕시코시티   | 멕시코         | 파벨론 외스테              |
| 남아메리카      |              |                |                            |
| 2015년 7월 31일 | 상파울루     | 브라질         | 에스빠쏘 다스 아메리카스   |
| 2015년 8월 2일  | 산티아고     | 칠레           | 무비스타 아레나            |
| 아시아          |              |                |                            |
| 2015년 8월 8일  | 방콕         | 태국           | 임팩트 아레나 무앙 통 타니 |
| 2015년 8월 29일 | 홍콩         | 중국           | 아시아 월드 아레나         |

## 세트 리스트
- Opening VCR -
- N.O
- We Are Bulletproof pt.2

- Ment -
- We On
- 힙합성애자

- Ment -
- Let Me Know
- Rain

- Ment -
- 이불킥
- 하루만

- Ment -
- 여기 봐
- Outro : Propose (진, 지민, 뷔, 정국)

- VCR #2 -
- No More Dream

- Ment -
- So 4 more
- Tomorrow

- Ment -
- Miss Right
- 좋아요
- If I Ruled The World
- BTS Cypher pt.3 : KILLER (RM, 슈가, 제이홉)

- Ment -
- BTS Cypher pt.2 : Triptych
- 호르몬 전쟁
- Danger

- Ment -
- 상남자

- Encore VCR -
- 길

- Ment -
- Jump
- 진격의 방탄
- 팔도강산